# Grand Prix-wegrace van Tsjecho-Slowakije 1977
De Grand Prix-wegrace van Tsjecho-Slowakije 1977 was de twaalfde race van het wereldkampioenschap wegrace-seizoen 1977. De race werd verreden op 7 augustus 1977 op de Masaryk-Ring nabij Brno. In Tsjecho-Slowakije werd de wereldtitel in de 250cc-klasse beslist.

## 500 cc
Zonder Suzuki-kopman Barry Sheene werd de 500cc-race een tamelijk eenvoudige overwinning voor Yamaha. Wil Hartog startte vanaf de tweede rij weer als snelste, maar in de tweede ronde nam Pat Hennen de leiding van hem over. Johnny Cecotto was toen nog bezig zijn slechte start goed te maken, maar na enkele ronden zat hij al aan de leiding. Achter hem ontstond een gevecht om de tweede plaats tussen Hennen, Länsivuori, Agostini, Rougerie en Hartog, maar Agostini, die bezig was aan een van de slechtste seizoenen van zijn carrière, wist tweede te worden vóór Michel Rougerie. Virginio Ferrari kon niet starten nadat hij tijdens de training een dubbele kaakbreuk had opgelopen.

### Uitslag 500 cc
| Pos | Coureur             | Merk   | Tijd       | Punten |
| --- | ------------------- | ------ | ---------- | ------ |
| 1   | Johnny Cecotto      | Yamaha | 53' 21" 53 | 15     |
| 2   | Giacomo Agostini    | Yamaha | +25" 68    | 12     |
| 3   | Michel Rougerie     | Suzuki | +47" 85    | 10     |
| 4   | Pat Hennen          | Suzuki | +54" 69    | 8      |
| 5   | Gianfranco Bonera   | Suzuki | +1' 34" 18 | 6      |
| 6   | Teuvo Länsivuori    | Suzuki | +1' 51" 74 | 5      |
| 7   | Steve Parrish       | Suzuki | +2' 03" 47 | 4      |
| 8   | Max Wiener          | Suzuki | +2' 37" 91 | 3      |
| 9   | Franz Rau           | Suzuki | +3' 11" 86 | 2      |
| 10  | Helmut Kassner      | Suzuki | +3' 13" 14 | 1      |
| 11  | Alex George         | Suzuki | +3' 33" 16 |        |
| 12  | Børge Nielsen       | Suzuki | +3' 45" 63 |        |
| 13  | Franz Heller        | Suzuki | +1 ronde   |        |
| 14  | Roland Freymond     | Yamaha | +1 ronde   |        |
| 15  | Jean-Marc Toffolo   | Yamaha | +1 ronde   |        |
| 16  | Adelio Faccioli     | Yamaha | +1 ronde   |        |
| 17  | Hans Braumandl      | Yamaha | +1 ronde   |        |
| 18  | Giorgio Gatti       | Yamaha | +2 ronden  |        |
| 19  | Michael Schmid      | Suzuki | +2 ronden  |        |
| DNF | Wil Hartog          | Suzuki | vastloper  |        |
| DNF | Steve Baker         | Yamaha |            |        |
| DNF | Armando Toracca     | Suzuki |            |        |
| DNF | John Williams       | Suzuki |            |        |
| DNF | Marco Lucchinelli   | Suzuki |            |        |
| DNF | Boet van Dulmen     | Suzuki | vastloper  |        |
| DNF | Karl Auer           | Yamaha |            |        |
| DNF | Jean-Philippe Orban | Suzuki |            |        |
| DNF | Harald Merkl        | Suzuki |            |        |
| DNF | Giuseppe Consalvi   | Yamaha |            |        |
| DNF | Gianni Rolando      | Suzuki |            |        |
| DNF | Bo Granath          | Yamaha |            |        |
| DNF | Hans-Otto Butenuth  | Yamaha |            |        |
| DNF | Werner Nenning      | Suzuki |            |        |
| DNF | Bohumil Staša       | Yamaha |            |        |
| DNF | Odd Arne Lände      | Suzuki |            |        |
| DNF | Ron Kirkham         | Yamaha |            |        |
| DNF | Jack Findlay        | Suzuki |            |        |
| DNS | Virginio Ferrari    | Suzuki | kaakbreuk  |        |

## 350 cc
In Tsjecho-Slowakije had Takazumi Katayama al zoveel onderdelen in de training gebruikt dat hij niet meer kon starten. Tom Herron nam de kopstart, maar werd meteen ingehaald door Johnny Cecotto die meteen een enorme voorsprong opbouwde. Herron bleef wel tot aan de finish op de tweede plaats rijden. Om de derde plaats vochten Patrick Pons en Christian Sarron, tot Pons in de negende ronde uitviel.

### Uitslag 350 cc
| Pos | Coureur             | Merk            | Tijd       | Punten |
| --- | ------------------- | --------------- | ---------- | ------ |
| 1   | Johnny Cecotto      | Bakker-Yamaha   | 51' 51" 38 | 15     |
| 2   | Tom Herron          | Yamaha          | +54" 72    | 12     |
| 3   | Christian Sarron    | Yamaha          | +1' 05" 52 | 10     |
| 4   | Pentti Korhonen     | Yamaha          | +1' 10" 00 | 8      |
| 5   | Víctor Palomo       | Yamaha          | +1' 13" 36 | 6      |
| 6   | Vic Soussan         | Yamaha          | +1' 13" 86 | 5      |
| 7   | Kork Ballington     | Yamaha          | +1' 38" 32 | 4      |
| 8   | Michel Rougerie     | Yamaha          | +1' 41" 58 | 3      |
| 9   | Jon Ekerold         | Yamaha          | +1' 50" 01 | 2      |
| 10  | Giacomo Agostini    | Yamaha          | +1' 53" 54 | 1      |
| 11  | Olivier Chevallier  | Yamaha          | +1' 57" 94 |        |
| 12  | Jean-Claude Hogrel  | Yamaha          | +1' 59" 51 |        |
| 13  | Peter Baláž         | Yamaha          | +3' 09" 06 |        |
| 14  | Alex George         | Yamaha          | +3' 10" 24 |        |
| 15  | Børge Nielsen       | Yamaha          | +3' 31" 89 |        |
| 16  | Jack Findlay        | Yamaha          | +3' 50" 54 |        |
| 17  | Bo Granath          | Yamaha          | +3' 51" 07 |        |
| 18  | Grünwald Harfmann   | Yamaha          | +1 ronde   |        |
| 19  | Franz Rau           | Yamaha          | +1 ronde   |        |
| 20  | Franz Meier         | Yamaha          | +1 ronde   |        |
| 21  | Giorgio Gatti       | Yamaha          | +1 ronde   |        |
| DNF | Pekka Nurmi         | Yamaha          |            |        |
| DNF | Franco Uncini       | Harley-Davidson |            |        |
| DNF | Jean-François Baldé | Yamaha          |            |        |
| DNF | Patrick Fernandez   | Yamaha          |            |        |
| DNF | Patrick Pons        | Yamaha          |            |        |
| DNF | Alan North          | Yamaha          |            |        |
| DNF | John Dodds          | Yamaha          |            |        |
| DNF | José Cecotto        | Yamaha          |            |        |
| DNF | Max Wiener          | Yamaha          |            |        |
| DNF | Walter Villa        | Harley-Davidson |            |        |
| DNF | Arpád Juhos         | Yamaha          |            |        |
| DNF | Jiri Král           | Yamaha          |            |        |
| DNF | Helmut Kassner      | Yamaha          |            |        |
| DNF | Pietro Bonera       | Yamaha          |            |        |
| DNF | Ernst Fagerer       | Yamaha          |            |        |
| DNF | Eero Hyvärinen      | Yamaha          |            |        |
| DNF | Karl Auer           | Yamaha          |            |        |
| DNF | Takazumi Katayama   | Yamaha          |            |        |
| DNF | Gianni Pelletier    | Yamaha          |            |        |
| DNF | János Vlaszati      | Yamaha          |            |        |
| DNF | Guy Bertin          | Yamaha          |            |        |
| DNF | Frantisek Svatos    | Yamaha          |            |        |
| DNF | Rudolf Mitosinka    | Yamaha          |            |        |

## 250 cc
Door een auto-ongeluk in de DDR waren de Morbidelli-machines flink beschadigd. De vrachtauto van het team was gekanteld waarbij de vader van Paolo Pileri zijn rug brak. Van de wrakstukken van de motorfietsen kon men nog één racemotor in elkaar zetten met het frame van Mario Lega en het motorblok van Pileri. Die machine werd aan Mario Lega gegeven, die de wereldtitel nog moest binnenhalen. Lega kon zich beperken tot het volgen van de Harley-Davidsons van Franco Uncini en Walter Villa om toch zeker te zijn van de wereldtitel. De Harley's moesten zich voor de eerste twee plaatsen wel terugvechten uit het middenveld. Uncini wist pas in de laatste ronde Walter Villa te passeren en won de race.

### Uitslag 250 cc
| Pos | Coureur             | Merk                   | Tijd       | Punten |
| --- | ------------------- | ---------------------- | ---------- | ------ |
| 1   | Franco Uncini       | Bakker-Harley-Davidson | 49' 58" 89 | 15     |
| 2   | Walter Villa        | Bimota-Harley-Davidson | +0" 41     | 12     |
| 3   | Mario Lega          | Morbidelli             | +23" 84    | 10     |
| 4   | Kork Ballington     | Yamaha                 | +25" 45    | 8      |
| 5   | Tom Herron          | Yamaha                 | +25" 91    | 6      |
| 6   | Alan North          | Yamaha                 | +56" 98    | 5      |
| 7   | Jon Ekerold         | Yamaha                 | +1' 01" 50 | 4      |
| 8   | Patrick Fernandez   | Yamaha                 | +1' 03" 46 | 3      |
| 9   | Olivier Chevallier  | Yamaha                 | +1' 04" 12 | 2      |
| 10  | Guy Bertin          | Yamaha                 | +1' 04" 81 | 1      |
| 11  | János Drapál        | Yamaha                 | +1' 13" 22 |        |
| 12  | Aldo Nannini        | Yamaha                 | +1' 19" 57 |        |
| 13  | John Dodds          | Yamaha                 | +1' 24" 75 |        |
| 14  | Peter Baláž         | Jawa                   | +1' 30" 78 |        |
| 15  | Jean-François Baldé | Kawasaki               | +1' 45" 99 |        |
| 16  | Ken Nemoto          | Yamaha                 | +1' 46" 63 |        |
| 17  | Sauro Pazzaglia     | Yamaha                 | +3' 10" 10 |        |
| 18  | István Holmár       | Yamaha                 | +3' 10" 94 |        |
| 19  | János Vlaszati      | Yamaha                 | +3' 19" 70 |        |
| 20  | Edi Stöllinger      | Yamaha                 | +3' 46" 86 |        |
| 21  | Ryszard Mankiewicz  | Yamaha                 | +4' 11" 19 |        |
| 22  | Oldrich Kába        | Jawa                   | +1 ronde   |        |
| 23  | Ondrej Szymanski    | Yamaha                 | +1 ronde   |        |
| DNF | Pentti Korhonen     | Yamaha                 |            |        |
| DNF | Vic Soussan         | Yamaha                 |            |        |
| DNF | Pekka Nurmi         | Yamaha                 |            |        |
| DNF | Mick Grant          | Kawasaki               |            |        |
| DNF | Patrick Pons        | Yamaha                 |            |        |
| DNF | Barry Ditchburn     | Kawasaki               |            |        |
| DNF | Harald Bartol       | Bartol                 |            |        |
| DNF | Christian Sarron    | Yamaha                 |            |        |
| DNF | Víctor Palomo       | Yamaha                 |            |        |
| DNF | Toni Mang           | Yamaha                 |            |        |
| DNF | Harald Merkl        | Yamaha                 |            |        |
| DNF | Pavel Vašiček       | Yamaha                 |            |        |
| DNF | Bohumil Staša       | Yamaha                 |            |        |
| DNF | Rudolf Weiss        | Yamaha                 |            |        |
| DNF | Takazumi Katayama   | Yamaha                 |            |        |
| DNF | Eero Hyvärinen      | Yamaha                 |            |        |
| DNF | Jiri Král           | Yamaha                 |            |        |
| DNF | Jan Bartunek        | Jawa                   |            |        |
| DNF | Jaroslav Franc      | Jawa                   |            |        |
| DNF | Branko Bevanda      | Yamaha                 |            |        |

## Zijspanklasse
George O'Dell had de Seymaz-Yamaha-combinatie van Rolf Biland gekocht, maar toen hij die in de training in de soep reed was hij blij dat hij zijn Windle-rijwielgedeelte nog had. Voor aanvang van de Tsjechische GP was de strijd in de zijspanklasse nog volledig open: Biland had 45 punten, O'Dell 44 en Michel 41. Schwärzel/Huber trainden als snelsten. Kenny Arthur, de voormalige bakkenist van George O'Dell, zat nu in het zijspan van Hermann Schmid en zij trainden de tweede tijd. Werner Schwärzel reed in de race tot aan de laatste ronde aan de leiding, maar plotseling stond zijn ARO-Fath stil, volgens één lezing door een kapotte versnellingsbak, volgens een andere door brandstofgebrek. Daardoor wonnen Rolf Steinhausen en Wolfgang Kalauch. Siegfried Schauzu/Lorenzo Puzo werden tweede, maar omdat Rolf Biland een pitstop moest maken wegens een losse accukabel wisten O'Dell/Holland toch nog derde te worden. Daardoor namen ze de leiding in het WK over: ze hadden 54 punten, Biland had er 53. Daardoor was de zijspanklasse niet alleen de enige klasse die met nog één GP te gaan nog onbeslist was, ze was ook nog spannend. Alain Michel had zelfs nog een - theoretische - kans op de titel.

### Uitslag zijspanklasse
| Pos | Coureur               | Bakkenist                 | Merk          | Tijd       | Punten |
| --- | --------------------- | ------------------------- | ------------- | ---------- | ------ |
| 1   | Rolf Steinhausen      | Wolfgang Kalauch          | Busch-Yamaha  | 48' 01" 58 | 15     |
| 2   | Siegfried Schauzu     | Lorenzo Puzo              | Busch-Yamaha  | +45" 13    | 12     |
| 3   | George O'Dell         | Cliff Holland             | Windle-Yamaha | +46" 14    | 10     |
| 4   | Rolf Biland           | Kenneth Williams          | Schmid-Yamaha | +1' 29" 20 | 8      |
| 5   | Malcolm Hobson        | Stu Collins               | Windle-Suzuki | +1' 56" 57 | 6      |
| 6   | Dick Greasley         | Mick Skeels               | Windle-Yamaha | +1' 56" 82 | 5      |
| 7   | Helmut Schilling      | Rainer Gundel             | Schmid-Yamaha | +2' 46" 24 | 4      |
| 8   | Amedeo Zini           | Andrea Fornaro            | König         | +3' 17" 30 | 3      |
| 9   | Heinz Luthringshauser | Hermann Hahn              | Krauser-BMW   | +1 ronde   | 2      |
| 10  | Gustav Pape           | Franz Kallenberg          | König         | +1 ronde   | 1      |
| 11  | Herbert Prügl         | Johann Kußberger          | Rotax         | +1 ronde   |        |
| 12  | Ernst Trachsel        | "Agner"                   | Yamaha        | +1 ronde   |        |
| 13  | Hanspeter Hubacher    | Pudu Dudach               | Yamaha        | +1 ronde   |        |
| 14  | Heinz Thevissen       | Erich Schmitz             | König         | +4 ronden  |        |
| 15  | Hermann Schmid        | Martial Jean-Petit-Matile | Schmid-Yamaha | +5 ronden  |        |
| DNF | Werner Schwärzel      | Andreas Huber             | ARO-Fath      |            |        |
| DNF | Alain Michel          | Gérard Lecorre            | GEP-Yamaha    |            |        |
| DNF | Göte Brodin           | Bengt Forsberg            | Windle-Yamaha |            |        |
| DNF | Bruno Holzer          | "Tschunko"                | LCR-Yamaha    |            |        |
| DNF | Cees Smit             | Jan Smit                  | König         |            |        |

## Trivia

### Caravans
Chas Mortimer kon niet starten in Brno doordat zijn monteur Lionel Angel met bus en caravan was gestrand in Zweden doordat er een wiel van de caravan was gebroken. Voor Lionel's broer Robin was dat ook niet prettig: hij lag op dat moment te slapen in de caravan. Lionel Angel was het seizoen begonnen als monteur van Alex George. Die lag na de Grand Prix van Oostenrijk in de caravan met been- en polsletsel en een flinke hoofdpijn. Het geheel stuiterde behoorlijk en George besloot bij een stop uit de caravan te stappen en weer in de auto te gaan zitten. Zijn monteur zag hem echter niet uitstappen en reed weer weg, Alex George in T-shirt en broek zonder geld achterlatend. Gelukkig reed de Lionel vervolgens verkeerd, waardoor hij de plaats waar George was uitgestapt nog eens passeerde.
Dat de wegen in de DDR ook niet best waren bleek wel uit het feit dat de trekhaak van de caravan van Patrick Fernandez afbrak, maar Fernandez kon ik elk geval starten in Brno.
1928 · 1929 · 1950 · 1951 · 1952 · 1954 · 1955 · 1956 · 1957 · 1958 · 1959 · 1960 · 1961 · 1962 · 1963 · 1964 · 1965 · 1966 · 1967 · 1968 · 1969 · 1970 · 1971 · 1972 · 1973 · 1974 · 1975 · 1976 · 1977 · 1978 · 1979 · 1980 · 1981 · 1982 · 1983 · 1984 · 1985 · 1986 · 1987 · 1988 · 1989 · 1990 · 1991